# Ayesha Kapur
Ayesha Kapur naît le 13 septembre 1994. Elle est une actrice indienne.

## Biographie
Ayesha Kapur naît le 13 septembre 1994, elle est originaire de Pondichéry. Sa mère, Jacqueline, est allemande.
À l'âge de 10 ans, Ayesha Kapur tient un des rôles principaux dans Black.